# Jordanovská kultura

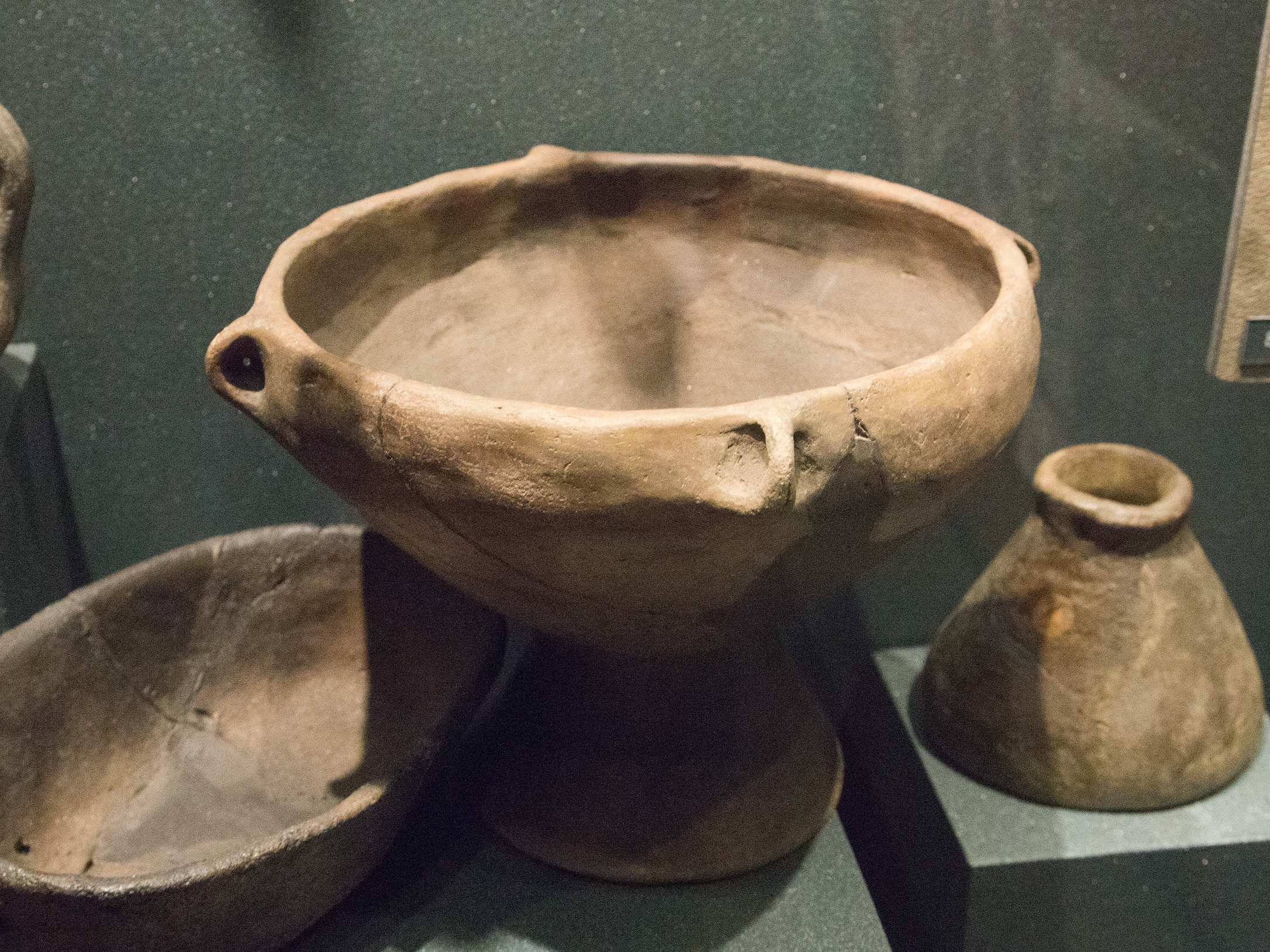
Nádoby Jordanovské kultury.

Jordanovská kultura či Jordanovská skupina je pravěká kultura rozšířená koncem 4. tisíciletí př. n. l., tedy na konci neolitu v českých zemích a v polském Slezsku. Se starším eneolitem mizí.

## Popis
Název je odvozen od polské obce Jordanów Šląski. Rozvinula se z pozdní lengyelské kultury. Pro tuto kulturu jsou typické kostrové a žárové hroby. Produkovala také keramiku, džbánky prosté i dvouuché, široké poháry a mísy (i na nožce). Výzdoba keramiky je rytá a žlábkovaná, převládají klikatkové vzory a brázděný vpich. Jde patrně o kulturu, která na území českých zemí zavedla užívání kovu, a to nejspíše z importu, archeologové nalezli v jordanovských sídlištích drobné ozdoby z mědi, spirálky do náhrdelníků či závěsky.